# Rhomphaea recurvata
Rhomphaea recurvata là một loài nhện trong họ Theridiidae.
Loài này thuộc chi Rhomphaea. Rhomphaea recurvata được Michael Ilmari Saaristo miêu tả năm 1978.